# Ochtiná
Ochtiná este o comună slovacă, aflată în districtul Rožňava din regiunea Košice. Localitatea se află la altitudinea de 338 m deasupra n.m., se întinde pe o suprafață de 14,48 km2 și în 2017 număra 551 de locuitori.

## Istoric
Localitatea Ochtiná este atestată documentar din 1243.

## Demografie
| An:                | 1994 | 2004   | 2014   | 2024   |
| ------------------ | ---- | ------ | ------ | ------ |
| Număr de persoane: | 503  | 551    | 533    | 535    |
| Diferență:         |      | +9,54% | −3,26% | +0,37% |

| An:                | 2023 | 2024   |
| ------------------ | ---- | ------ |
| Număr de persoane: | 531  | 535    |
| Diferență:         |      | +0,75% |